# アルネ・ホブデ
アルネ・ホブデ（Arne Hovde、1914年9月28日 - 1935年12月12日）はノルウェー、ブスケルー県ヴィケルスン出身の元スキージャンプ選手。

## プロフィール
19歳で出場した1934年ノルディックスキー世界選手権で銀メダルを獲得した。翌1935年12月12日に死去。21歳没。